# 東羅諾克鎮區 (阿肯色州蘭道夫縣)
東羅諾克鎮區（英語：East Roanoke Township）是位於美國阿肯色州蘭道夫縣的一個行政鎮區。

## 地方資料
東羅諾克鎮區的面積為53.89平方千米，當中陸地面積為52.61平方千米，而水域面積為1.28平方千米。根據2010年美國人口普查的數據，當地共有人口509人，而人口密度為每平方千米9.45人。